# امانوئل مانیان
امانوئل مانیان (فرانسوی: Emmanuel Magnien‎؛ زادهٔ ۷ مهٔ ۱۹۷۱) دوچرخه‌سوار اهل فرانسه است.